# Dendronephthya stolonifera
Dendronephthya stolonifera is een zachte koraalsoort uit de familie Nephtheidae. De koraalsoort komt uit het geslacht Dendronephthya. Dendronephthya stolonifera werd in 1899 voor het eerst wetenschappelijk beschreven door May. 